# ناوکی ایشیباشی
ناوکی ایشیباشی (انگلیسی: Naoki Ishibashi؛ زادهٔ ۱۴ مهٔ ۱۹۸۱) بازیکن فوتبال اهل ژاپن است.
از باشگاه‌هایی که در آن بازی کرده‌است می‌توان به باشگاه فوتبال یوکوهاما و باشگاه فوتبال ساگان توسو اشاره کرد.